# Jan Thomas Mørch Husby

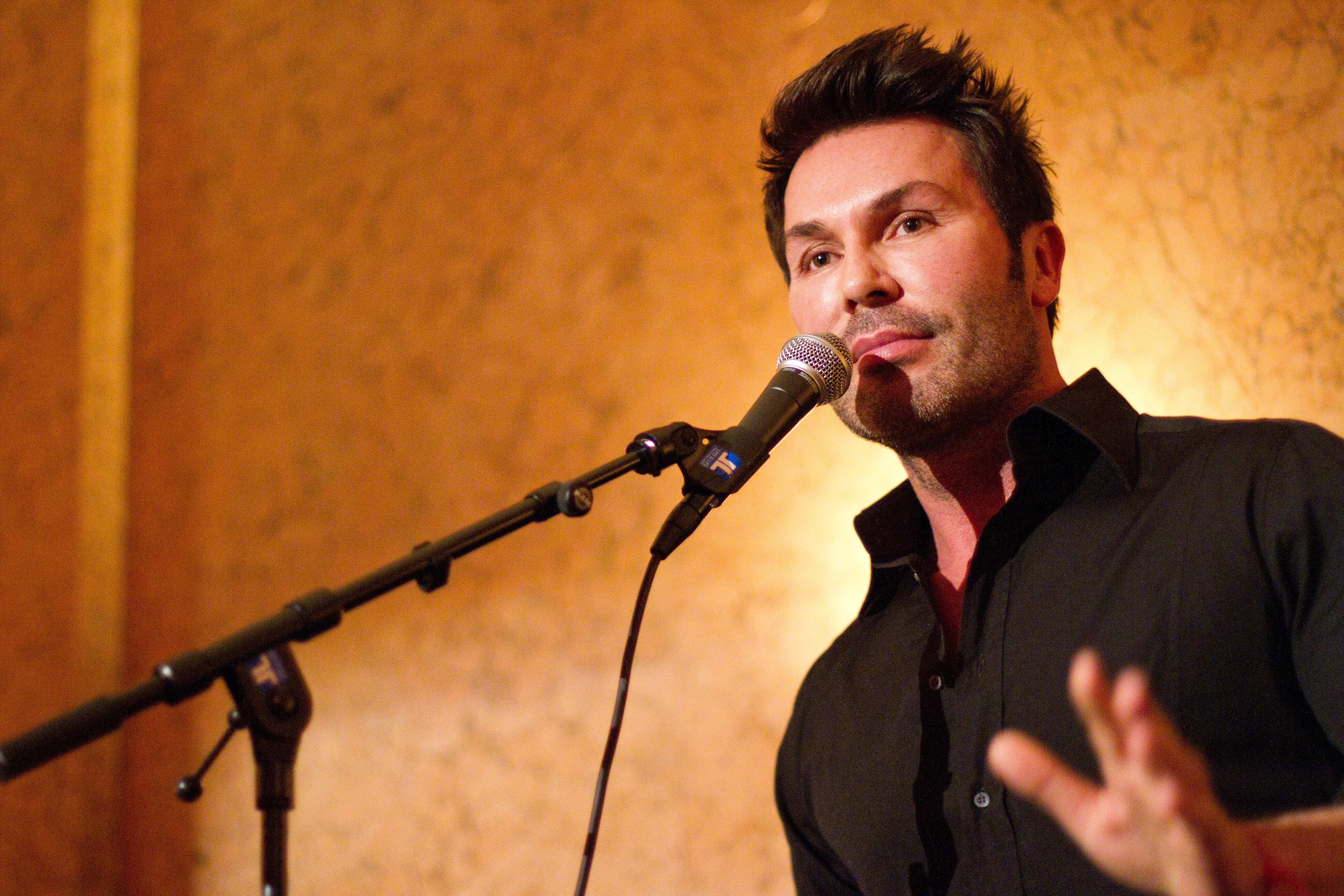
Jan Thomas 2011.

Jan Thomas Mørch Husby, född som Jan Bertin Østervold den 28 december 1966 i Skien, Norge, är en norsk stylist, känd i Norge genom nyhetsinslag och program, särskilt om hans privatliv i underhållningsmedia. Han använder artistnamnet Jan Thomas.
Han driver skönhetssalongen Jan Thomas studio i Oslo, där dokusåpan Fra Hollywood til Parkveien utspelades. Serien handlade om Jan Thomas liv och sändes på TV2 Zebra. Han bodde 17 år i Hollywood, USA, där han inledningsvis arbetade som skådespelare och modell; bland annat medverkade han i en homosexuell pornografisk film med titeln Mojave. Han arbetade senare som ansvarig stylist på flera produktioner för de amerikanska filmbolagen Dreamworks och Universal Studios.
Han medverkade i Let's dance Norge (Skal vi danse) 2009.
Den 20 februari 2009 gifte han sig med Christopher Mørch Husby (född 1989).